# Inondations de 2022 à Accra
 (août 2023).

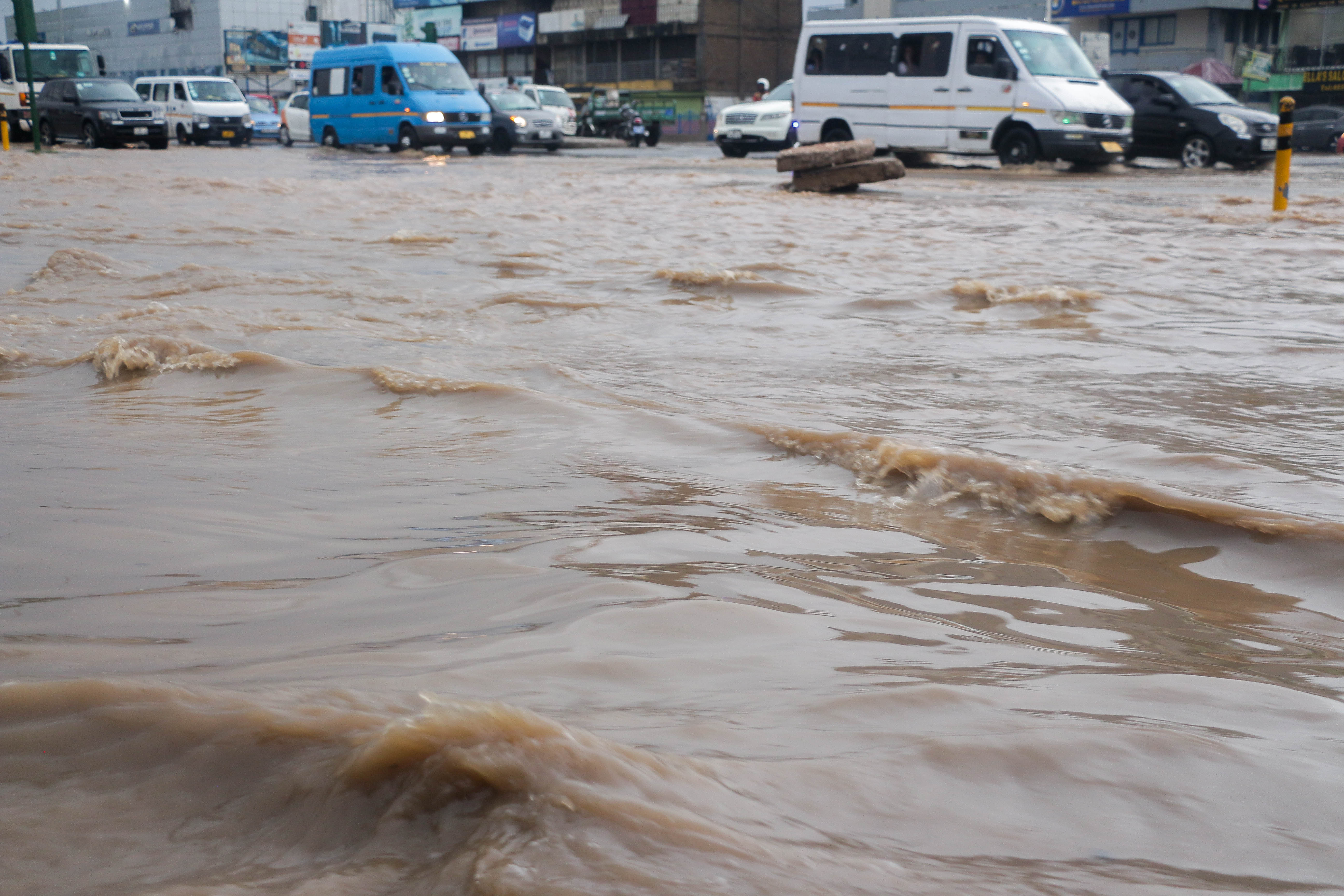
La majeure partie d'Accra est inondée pendant la saison des pluies, provoquant une crise environnementale au Ghana

Les inondations de 2022 à Accra sont des inondations qui se sont déroulées en juin 2022 au Ghana.

## Description
Le dimanche 5 juin 2022, certaines parties d'Accra sont inondées lors de pluies torrentielles. La pluie, qui a duré environ quatre heures, laisse des traces dans des régions comme Kaneshie, la plus touchée.
Certaines des zones fortement touchées sont l'avenue Kwame Nkrumah (en), Spintex Road, Tetteh Quarshe, Fiesta Royal et Nsawam Road.
En raison de la situation des inondations à Accra, le président Nana Akufo-Addo ordonne aux autorités municipales et aux assemblées de district (MMDA) de la région du Grand Accra de démolir toutes les structures situées le long du fleuve susceptibles de provoquer des inondations dans la ville.